# Волынское воеводство (II Речь Посполитая)
Волы́нское воево́дство (пол. Województwo wołyńskie) — административно-территориальная единица Второй Польской Республики, образованная в 1919 году в после восстановления независимого Польского государства.

## История
В 1919 году, в ходе воссоздания самостоятельного польского государства, Польша оккупировала западные уезды Волынской губернии бывшей Российской империи, на территории которых было создано Волынское воеводство с центром в Луцке. Население этого региона было в основном православным и заметно отличалось от населения соседней Восточной Малопольши (Галичины): регион с 1795 года входил в состав Российской империи, и украинское националистическое движение здесь было менее активным. 
Польские власти стремились отделить Волынь от Галичины. Для этого была осуществлена Волынская программа. Её автором и исполнителем был волынский воевода Генрик Юзевский. Суть программы была изложена Юзевским на съезде депутатов и сенаторов Волыни в Луцке 20 августа 1928 года. В декабре того же года также в Луцке прошло совещание глав Виленского, Новогрудского, Полесского, Белостокского и Волынского воеводств. Однако начало реализации проекта затянулось. Только в сентябре 1931 года Юзевский написал свой проект, направленный затем министру внутренних дел. Это было время, когда в польской Галиции завершилась пацификация украинцев, вызвавшая резонанс на международном уровне и польские власти искали выход из польско-украинского противостояния. Юзевский полагал, что следует отделить Волынь от Галиции: «Отрезая Волынь от Восточной Малопольши, я отворачивался от Львова — центра польской культуры и польской интеллектуальной жизни, ячейки украинской галицкой мысли, города чрезвычайно привлекательного. Львова semper fidelis. Я отрекался от Львова как столицы Волыни. В тогдашней ситуации Львов не имел что рассказать Волыни, а польская и украинская ментальность Галиции могли волынскую жизнь лишь отравлять». Идеология украинизации Юзевского отличалась от идеологии украинизации, проходившей в это время в Украинской ССР в рамках политики коренизации. Юзевский считал, что необходимо осуществить синтез украинской и польской культур, осуществив «насыщение украинских национальных черт побегами польской» культуры.
Важная роль в украинизации Юзевским отводилась православной церкви. Сам воевода поддерживал перевод проповедей с русского на украинский язык, обучение на украинском языке Закону Божьему. В итоге, к концу 1937 года из 687 храмов Волынской епархии украинский язык употреблялся в 415. При этом исключительно на украинском языке богослужение совершалось в 124 храмах, поочерёдно в 40 храмах, периодически в 126 храмах, а в 99 храмах богослужение проводилось на церковнославянском, но чтение Священного писания, молитв «Отче наш» и «Символа веры» ‒ на украинском, в 26 — на церковнославянском языке с украинским произношением. При этом власти Волынского воеводства запретили хождение на его территории украинских книг и периодики, изданных в Восточной Галиции, а также деятельность украинских обществ («Просвита» и другие). Вместо них под руководством украинских эмигрантов, прежде всего петлюровцев, и при финансовой помощи воеводских властей была создана в 1931 году пропольская организация Волынское украинское объединение (1931 год). Кроме неё власти Волыни поддержали создание других лояльных организаций, причём смешанным по этническому составу (в них были как поляки, так и украинцы) — «Просвитянским хатам», «Родным хатам», «Селянским хорам ВУО», кооперативный союз «Гурт». В школьном образовании Юзевский поддерживал польские школы, но с обязательным изучением украинского языка. В итоге, в 1932/33 учебном году в воеводстве преобладали польские школы с украинским языком как предметом преподавания — 40,9 % (853), собственно польских школ было 26,6 % (555), а двуязычных ‒ 24,9 % (520). Школы же с украинским языком обучения на Волыни почти отсутствовали — в 1937/1938 учебном году их было лишь 8 (0,4 % от общего количества начальных школ). При этом другие национальные меньшинства Волыни имели гораздо больше школ с преподаванием на родном языке. В 1933 году у немцев Волыни было 66 школ, у евреев — 57 школ, у чехов — 13, у русских — 5. Среди школьных учителей преобладали этнические поляки из Малой Польши и Познанского воеводства. В 1932/33 учебном году на Волыни было 3446 учителей, в том числе 2795 (81,1 %) поляков, 451 (13,1 %) украинцев и 128 (3,7 %) русских.
Волынская программа Юзевского продержалась недолго и уже при нём польские власти начали переходить к карательным акциям, хотя и не таким масштабным, как в Галиции. Пацификация Волынского воеводства была проведена только в ночь с 24 на 25 июня 1935 года в 78 сёлах, в ходе которой были арестованы 41 человек. Вскоре арестам также подверглись деятели местной ячейки Украинского национального казацкого движения (УНАКОР). 27 — 30 апреля 1937 года в Луцке прошёл процесс над 44 унакоровцами, из которых 42 были приговорены к тюремному заключению. В 1937—1938 годах на Волыни прошло окатоличивание, в ходе которого целые села были в добровольно-принудительном порядке обращены в католичество. Например, в Кременецком повяте в феврале 1938 года были два случая перехода в католичество — 56 и 62 человека, в марте — три случая (45, 40 и 99 человек), в апреле — 72 человека, в мае ‒ 15 и 34 человека, в июне — 49 и 33 человека. 
После того, как в 1938 году автор Волынской программы Г. Юзевский был переведён в Лодзь, новый воевода взял курс на свёртывание украинизации и на полонизацию края. В феврале 1939 года министерство внутренних дел Польши утвердило по инициативе нового волынского воеводы программу "государственной политики на Волыни", реализация которой должна была способствовать «обязательному расширению и углублению принципов сосуществования польского и непольского населения, ввиду основополагающего утверждения о том, что именно государственная и национальная ассимиляция непольского населения является главной целью этого сосуществования». На Волыни продолжилась волна карательных акций против украинских националистов. 15 июля 1939 года были арестованы ещё 13 унакоровцев, из которых в тюрьму отправили 8. С ноября 1938 года по сентябрь 1939 года на Волыни шла акция по ликвидации ОУН, в ходе которой были арестованы 754 человека, из них 624 члена ОУН отправлены в тюрьму, 43 взяты под надзор полиции, 87 лиц освобождены.
После присоединения Западной Украины к УССР в ходе польского похода Красной армии в 1939 году территория Волынского воеводства вошла в состав Волынской, Ровенской и Тернопольской областей республики.

## Повяты
| Повят                                                                                             | Площадь | Жителей |  | Адм.центр          | Жителей |
| ------------------------------------------------------------------------------------------------- | ------- | ------- |  | ------------------ | ------- |
| Волынское воеводство / Województwo wołyńskie                                                      |         |         |  |                    |         |
| 1 Владимирский                                                                                    | 2208    | 150.400 |  | Владимир-Волынский | 24.609  |
| 2 Дубенский (или Дубновский)                                                                      | 3275    | 226.700 |  | Дубно              | 12.696  |
| 3 Гороховский                                                                                     | 1757    | 122.100 |  | Горохов            | 5.991   |
| 4 Здолбуновский (с 1925) ³                                                                        | 1349    | 118.300 |  | Здолбунов          | 10.228  |
| 5 Костопольский (с 1925) ²                                                                        | 3496    | 159.600 |  | Костополь          | 6.523   |
| 6 Ковельский                                                                                      | 5682    | 255.100 |  | Ковель             | 27.653  |
| 7 Кременецкий                                                                                     | 2790    | 243.000 |  | Кременец           | 19.997  |
| 8 Любомльский                                                                                     | 2054    | 85.500  |  | Любомль            | 4.111   |
| 9 Луцкий                                                                                          | 4767    | 290.800 |  | Луцк               | 37.737  |
| Острогский (до 1924) ³                                                                            | 818     | 56.595  |  | Острог             | 12.975  |
| 10 Ровенский ²                                                                                    | 2898    | 252.800 |  | Ровно              | 40.788  |
| 11 Сарненский (с 1930) ¹                                                                          | 5478    | 181.300 |  | Сарны              | 7.587   |
| ¹ 16 декабря 1930 года к Волынскому воеводству присоединён Сарненский уезд Полесского воеводства. |         |         |  |                    |         |
| ² 1 января 1925 года образован Костопольский уезд, выделенный из части Ровенского                 |         |         |  |                    |         |
| ³ 1 января 1925 года переименован Острогский уезд на Здолбуновский                                |         |         |  |                    |         |

## Волынские воеводы II Речи Посполитой
- Станислав Ян Кшаковский (14 марта 1921 — 7 июля 1921)
- Тадеуш Лада (7 июля — 12 августа 1921; и. о.)
- Станислав Довнарович (13 августа 1921 — 19 сентября 1921)
- Тадеуш Двораковский (10 октября 1921 — 15 марта 1922; и. о.)
- Мечислав Мицкевич (22 февраля 1922 — 1 февраля 1923)
- Станислав Сроковский (1 февраля 1923 — 29 августа 1924)
- Каэтан Ольшевский (29 августа 1924 — 4 февраля 1925)
- Александр Дебский (4 февраля 1925 — 28 августа 1926)
- Владислав Мех (28 августа 1926 — 9 июля 1928)
- Генрик Юзевский (9 июля 1928 — 29 декабря 1929
- Юзеф Слешинский (13 января — 5 июня 1930; и. о.)
- Генрик Юзевский (5 июня 1930 — 13 апреля 1938)
- Александр Гауке-Новак 13 апреля 1938 — Сентябрь 1939